# Krieschow-Wiesendorf
Krieschow-Wiesendorf war eine von 1928 bis 1993 existierende Gemeinde im damaligen Landkreis Cottbus des Deutschen Reiches, der sowjetischen Besatzungszone und der DDR, bzw. ab 1952 im damaligen Kreis Cottbus (ab 1954 Kreis Cottbus-Land) der DDR, und ab 1990 im Land Brandenburg der Bundesrepublik Deutschland. Mit der Bildung der Groß-Gemeinde Kolkwitz 1993 wurde die Gemeinde Krieschow-Wiesendorf aufgelöst.

## Lage
Die Gemeinde lag ca. 13 Kilometer westsüdwestlich von der Innenstadt von Cottbus und ca. 10 Kilometer nordwestlich von Drebkau. Im Norden grenzte sie an Babow und Milkersdorf, im Osten an Limberg und Glinzig, im Süden an Koschendorf und Casel, und im Westen an Reddern und Laasow.

## Geschichte
Die Gemeinde Krieschow-Wiesendorf entstand am 1. Januar 1928 (1. Januar 1926) durch den Zusammenschluss von Krieschow und Wiesendorf, beides Gemeinden mit bereits durch die damaligen Besitzer fusionierten Rittergütern. Krieschow hatte damals auch den Gemeinde- oder Ortsteil Rübnick. Der Ortsteil Rübnick entfiel 1937 und ging in Krieschow auf. Die Gemeinde gehörte von 1928 zum Kreis Cottbus des Deutschen Reiches, bzw. ab 1945 zur Sowjetischen Besatzungszone und ab 1949 zur DDR. Der Kreis Cottbus hatte bis zur Kreisreform 1952 Bestand. Der neue Kreis Cottbus im neu geschaffenen Bezirk Cottbus wurde gegenüber dem alten Kreis Cottbus verkleinert. 1954 wurde zudem der Stadtkreis Cottbus geschaffen; der (Rest-)Kreis wurde in Kreis Cottbus-Land umbenannt. Zum 1. Januar 1972 wurden Brodtkowitz und Kackrow nach Krieschow-Wiesendorf eingemeindet. Nach der Wende wurde der Kreis Cottbus-Land in Landkreis Cottbus umbenannt. Der Kreis Cottbus-Land wurde am 5./6. Dezember 1993 mit den Kreisen Forst, Guben und Spremberg zum Landkreis Spree-Neiße zusammengeschlossen. Mit der Eingliederung von Krieschow-Wiesendorf in die neue (Groß-)Gemeinde Kolkwitz zum selben Zeitpunkt, 5./6. Dezember 1993, wurde die Gemeinde Krieschow-Wiesendorf aufgelöst. Im Ersten Gesetz zur Gemeindegliederung im Land Brandenburg ist der Gemeindename allerdings als Krieschow wiedergegeben. Ob tatsächlich noch eine Umbenennung stattgefunden hat oder es sich um einen Flüchtigkeitsfehler im Gesetzesblatt handelt, ließ sich bisher noch nicht klären. Mit der Auflösung der Gemeinde wurden Brodtkowitz, Kackrow, Krieschow und Wiesendorf Ortsteile der neuen Gemeinde Kolkwitz mit jeweils eigenem Ortsbeirat und Ortsvorsteher.